# 파블로 포를란
파블로 후스토 포를란 라마르게(스페인어: Pablo Justo Forlán Lamarque, 1945년 7월 14일 ~ )는 우루과이의 은퇴한 축구 선수로 현역 시절 포지션은 수비수였으며 그의 아들인 디에고 포를란 역시 우루과이 A대표팀의 일원으로 2002년부터 2015년까지 활약한 뒤 2019년 8월 현역에서 물러났다.

## 클럽 경력
1963년 CA 페냐롤에 입단하며 프로에 입문한 파블로는 1970년까지 팀의 주축 수비수로 활동하며 우루과이 1부 리그 4회 우승(1964년, 1965년, 1967년, 1968년), 1966년 코파 리베르타도레스 우승, 1966년 인터콘티넨털컵 우승, 1969년 인터콘티넨털컵 챔피언스 슈퍼컵 우승의 중추적인 역할을 수행했다.
이후 1970년 상파울루 FC로 이적하여 1976년까지 73경기 1골을 기록하며 캄페오나투 파울리스타 3회 우승(1970년, 1971년, 1975년)을 달성했으며 1976년 친정팀인 페냐롤에서 잠시 활동했고 크루제이루 EC, 클루브 나시오날 데 푸트볼을 거쳐 1979년 데펜소르 스포르팅으로 이적하여 1984년까지 활동하며 우루과이컵 2회 우승(1979년, 1981년)을 만들어낸 뒤 1984년 21년간의 프로 생활을 마감했다.

## 국가대표팀 경력
1966년부터 1976년까지 우루과이 A대표팀의 일원으로 17경기를 소화하며 1966년 FIFA 월드컵과 1974년 FIFA 월드컵 본선에 참가하여 이 가운데 1966년 월드컵에서 팀의 8강 진출에 일조했다.

## 여담
아들인 디에고와 마찬가지로 파블로도 2020년 11월 25일 작고한 디에고 마라도나 전 아르헨티나 축구 국가대표팀 감독과도 인연이 상당히 깊은 것으로 알려져 있는데 현역에서 물러난 뒤 가세가 급격히 기울기 시작했고 설상가상으로 1991년에는 파블로의 딸이자 디에고의 누나인 알레한드라 포를란이 불의의 교통사고로 전신이 마비되는 중상을 입으면서 3억원이라는 엄청난 치료비를 감당하지 못하고 있던 그 때 마라도나 감독이 파블로에게 3억원의 치료비를 지원했고 이 덕분에 딸인 알레한드라는 무사히 수술을 받고 건강을 회복할 수 있었으며 현재 교통안전 비영리 재단을 창설한 것으로 전해졌다.